# 鹿児島市立小山田小学校
鹿児島市立小山田小学校（かごしましりつこやまだしょうがっこう）は、鹿児島県鹿児島市小山田町にある市立の小学校。

## 概要
鹿児島市の北部にある小学校であり、小山田町の北部に位置している。学級数は2010年12月24日現在で1学年あたり1学級から構成されており、全校児童数は89名となっている。

## 沿革
- 1892年（明治25年） - 小山田高城簡易小学校から小山田尋常小学校に改称[2]。
- 1922年（大正11年） - 高等科を併設し、小山田尋常高等小学校に改称[2]
- 1941年（昭和16年） - 小山田国民学校に改称
- 1947年（昭和22年） - 伊敷村立小山田小学校に改称
- 1950年（昭和25年） - 伊敷村が鹿児島市に編入されたのに伴い、鹿児島市立小山田小学校に改称
- 1972年（昭和47年） - 鹿児島市立伊敷小学校を分離

## 通学区域
河頭地区を除く小山田町の全域が通学区域となっている。